# Международная академия философии
Международная академия философии (нем. Internationale Akademie für Philosophie, сокращённо — IAP) частная академия, расположена в городе Бендерн в княжестве Лихтенштейн.
Была основана в 1986 году как «Институт философии» (Hochschulinstitut für Philosophie). Наряду с учебной программой бакалавра, магистра и получении доцента можно получить степень PhD в области философии. Девиз академии diligere veritatem omnem et в omnibus (Любить всю правду и любить её во всём).
Сертификаты, выдаваемые академии, соответствуют лихтенштейнскому закону о высшем образовании и удовлетворяют требованиям Европейского Союза о взаимном признаний.
Председателем куратории является Николаус фон унд цу Лихтенштейн.